# Circonscription de Mackellar

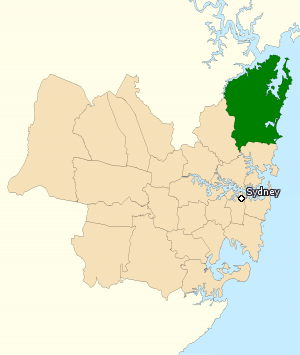
La circonscription de Mackellar (en vert) au nord de Sydney en Nouvelle-Galles du Sud.

La circonscription de Mackellar est une circonscription électorale australienne en Nouvelle-Galles du Sud. Elle est située sur la côte au sud de Broken Bay dans la banlieue nord de Sydney et comprend les quartiers de Narrabeen, Beacon Hill, Newport, Palm Beach et Terrey Hills.
Elle a été créée en 1949 et porte le nom de Dorothea Mackellar, une poétesse du XXe siècle. Elle est un siège assuré pour le parti libéral.Son premier député a été William Wentworth IV, qui fut le premier ministre des Affaires aborigènes et qui était l'arrière-petit-fils de l'explorateur William Wentworth, un des trois premiers Européens à avoir traversé les Montagnes Bleues.

## Députés
| Nom                    | Parti          | Période de mandat |
| ---------------------- | -------------- | ----------------- |
| William Wentworth (en) | Libéral        | 1949–1977         |
| William Wentworth (en) | Sans étiquette | 1977–1977         |
| Jim Carlton (en)       | Libéral        | 1977–1994         |
| Bronwyn Bishop         | Libéral        | 1994–2016         |
| Jason Falinski (en)    | Libéral        | 2016–2022         |
| Sophie Scamps (en)     | Sans étiquette | 2022–en cours     |